# Xenopsylla graingeri
Xenopsylla graingeri är en loppart som beskrevs av Smit 1956. Xenopsylla graingeri ingår i släktet Xenopsylla och familjen husloppor. Inga underarter finns listade i Catalogue of Life.